# Mario Montero
Mario Alberto Montero Rodríguez, conegut artísticament com a Mario Montero (Los Angeles, 1964), ès un director de fotografia espanyol. El 1978 es va traslladar a Costa Rica, on va treballar com a fotògraf en un estudi. A començament de la dècada del 1980 es va establir a Espanya, on el 1988 va treballar com a ajudant de càmera a El Dorado de Carlos Saura. Ha treballat com a operador de càmera per Fernando Trueba, Bigas Luna, Juanma Bajo Ulloa o Julio Medem.
Va començar a treballar com a director de fotografia a La saga de los Clark (1997) d'El Tricicle i a la minisèrie de TV3 Andorra. Entre el torb i la Gestapo. Després ha treballat a documentals de Manuel Huerga i amb directors catalans com Óscar Aibar o Ventura Pons.

## Filmografia
- Anita no perd el tren (2001)
- Menja d'amor (2002)
- Amor idiota (2004)
- Iris (2004)
- Caótica Ana (2007)
- Barcelona (un mapa) (2007)
- No em demanis que et faci un petó perquè te'l faré (2008)
- El gran Vázquez (2010)
- La vida empieza hoy (2010)
- 14 d'abril. Macià contra Companys (2011)
- Barcelona, ciutat neutral (2011)
- Pepe & Rubianes (2011)[3]
- El bosc (2012)
- Incidencias (2015)
- El mètode Grönholm (2015)
- Cervantes contra Lope (2016)
- Pau, la força d'un silenci (2017)